# Brug 1152
Brug 1152 is een bouwkundig kunstwerk in Amsterdam-Zuidoost.
Eind jaren zestig van de 20e eeuw werd het Bijlmerpark (2014 hernoemd tot Nelson Mandelapark) ingericht. Het park kwam te liggen in een laagte ten westen van de Gooiseweg en ten oosten van de Flierbosdreef, die beide op een dijklichaam liggen. De afwatering van het park werd geregeld door aan de noord- en westzoom van het park een afwateringstocht aan te leggen. Om verbinding te krijgen met de buurten ten noorden van het park, waar origineel het aanloopcentrum Bijlmermeer was gelegen werd er hier een combinatie van een brug (brug 1160) en een duikerbrug ook wel kokerbrug (brug 1152) gebouwd. 
Het ontwerp kwam van de Afdeling Bruggen van de Dienst der Publieke Werken. Voor de meeste bruggen ontworpen door medewerkers van die dienst is in de loop der jaren de specifieke architect bekend geworden (de dienst werkte als collectief), maar voor deze serie is de ontwerper onbekend gebleven. Bruggen 1111, 1124, 1125, 1126, 1127, 1128, 1129, 1131, 1150, 1152, 1162, 1165, 1172 en 1301 kregen hetzelfde uiterlijk mee. 
Ze hebben alle eenzelfde uiterlijk. Ze zijn herkenbaar door:
- een verhoging in het landschap
- breed van opzet; voet- en fietspad zijn aan beide voorzien van een groenstrook
- hoekige balustraden die een aantal meters lager liggen dan de paden.

Lopend of fietsend over de paden vallen de duikerbruggen nauwelijks op. Er is een doorvaartbreedte van circa 3 meter, maar deze is hypothetisch; er is hier geen scheepvaart mogelijk anders dan met kajak/kano. De koker is circa 30 meter lang.
De duikerbruggen overleefden de vernieuwingsslag rond 2010 van het park.

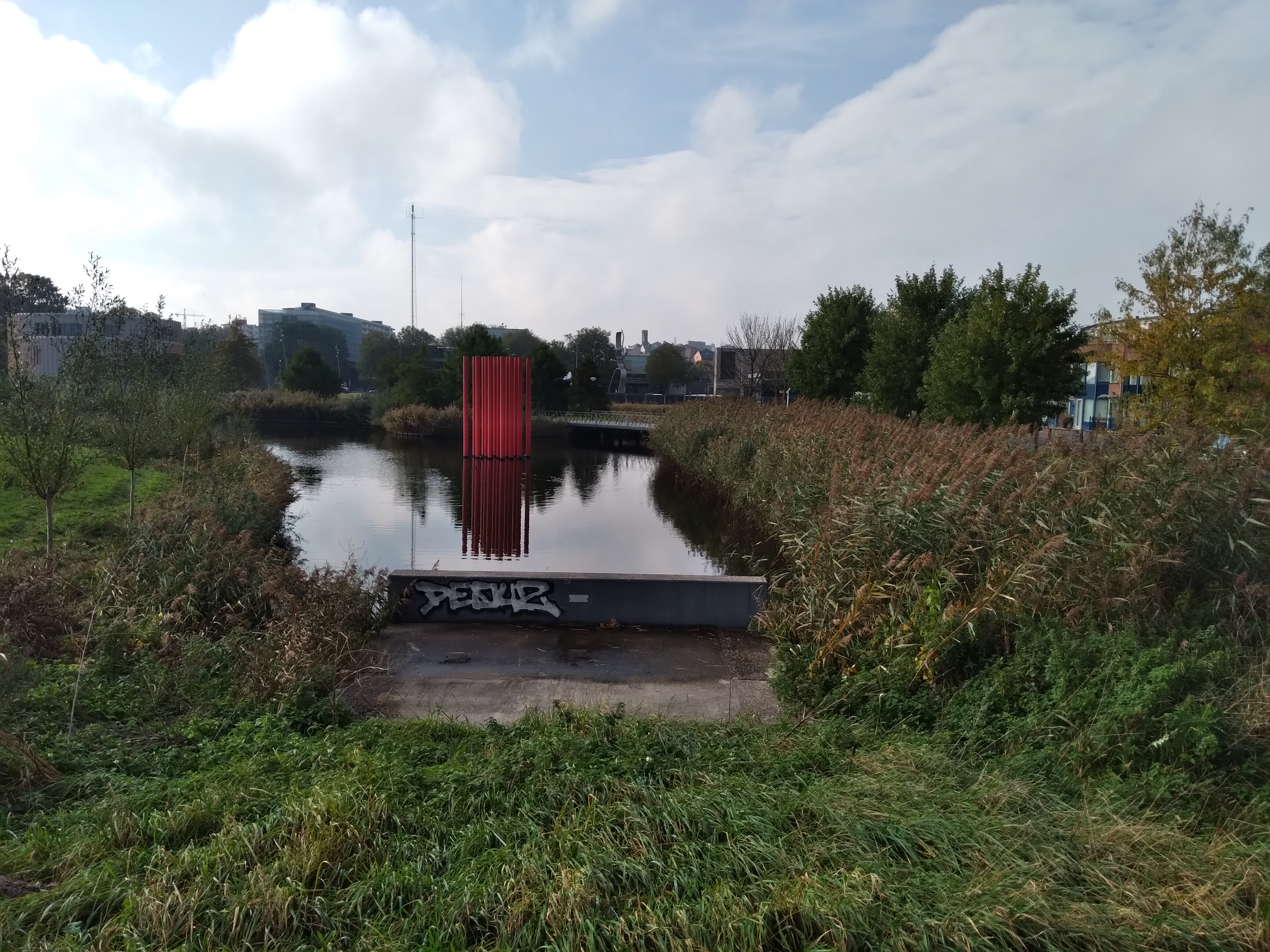
De balustrade van brug 1152 met op de achtergrond het rode beeld Ruimtestructuur van Ewerdt Hilgemann en brug 1159 (oktober 2020)
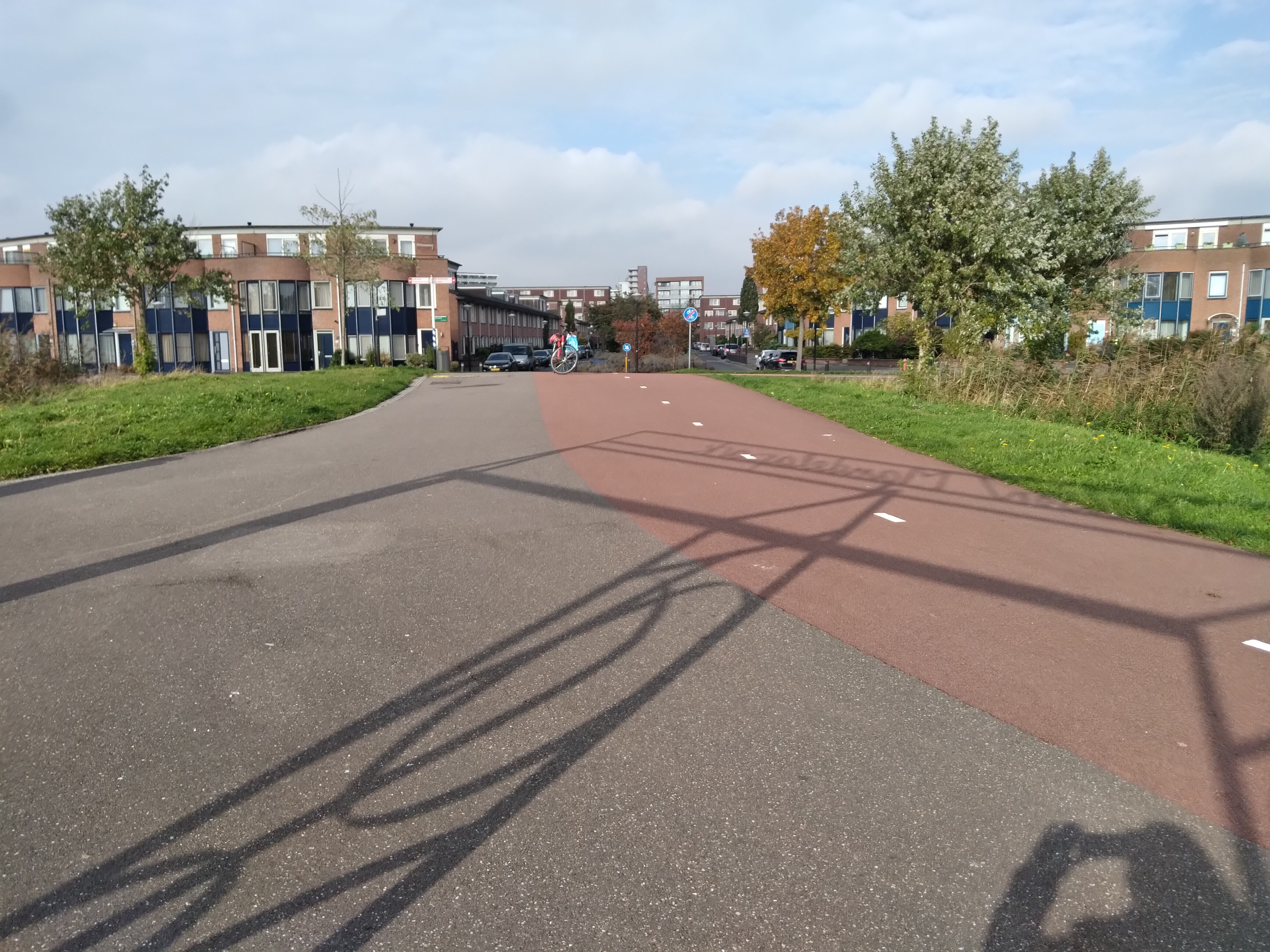
Brug 1152 richting Vogeltjeswei (oktober 2020)

<<< · 1100 · 1101 · 1107 · 1008 · 1009 · 1110 · 1111 · 1119 · 1121 · 1122 · 1123 · 1124 · 1125 · 1126 · 1127 · 1128 · 1129 · 1130 · 1131 · 1132 · 1133 · 1134 · 1135 · 1139 · 1140 · 1141 · 1142 · 1143 · 1144 · 1145 · 1146 · 1148 · 1149 · 1150 · 1151 · 1152 · 1153 · 1154 · 1155 · 1156 · 1157 · 1159 · 1162 · 1163 · 1164 · 1165 · 1167 · 1170 · 1171 · 1172 · 1173 · 1174 · 1175 · 1176 · 1177 · 1179 · 1180 · 1181 · 1182 · 1183 · 1184 · 1186 · 1187 · 1188 · 1189 · 1190 · 1191 · 1192 · 1193 · 1194 · 1195 · 1196 · 1197 · 1198 · 1199 · >>>
Brugnummers 1102-1106 (gesloopt), 1112-1118 (gesloopt), 1120, 1136-1138, 1145, 1147, 1158 (onbekend), 1160, 1161, 1166, 1168, 1169, 1178 en 1185 (voetbrug Bijlmerweide bouw 1970, sloop 2015) zijn niet (meer) vergeven.